# Platynota illuminata
Platynota illuminata es una especie de polilla del género Platynota, tribu Sparganothini, subfamilia Tortricinae.

## Distribución
Se distribuye por Guayana Francesa.

## Taxonomía
Fue descrita por Meyrick en 1917 y publicada en Transactions of the Entomological Society of London 1917: 13.